# Rhizoprionodon
Rhizoprionodon é um gênero de tubarões da família carcharhinidae e da ordem carcharhiniformes, mais conhecidos no Brasil como tubarões-bico-fino (porque os tubarões desse gênero apresentam longos e finos focinhos).

## Espécies
- Rhizoprionodon acutus (Tubarão-leite)
- Rhizoprionodon lalandii (Tubarão-bico-fino-brasileiro)
- Rhizoprionodon longurio (Tubarão-bico-fino-do-Pacífico)
- Rhizoprionodon oligolinx (Tubarão-bico-fino-cinzento)
- Rhizoprionodon porosus (Tubarão-bico-fino-caribenho)
- Rhizoprionodon taylori (Tubarão-bico-fino-australiano)
- Rhizoprionodon terraenovae (Tubarão-bico-fino-do-Atlântico)

## Aparência
Os tubarões-bico-fino tem um focinho longo e fino (como já diz o nome). São relativamente pequenos e leves, o menor deles é o tubarão-bico-fino-cinzento que chega aproximadamente 70 cm e 2 kg, e o maior deles é o tubarão-leite que chega aproximadamente 180 cm e 22 kg.

## Distribuição e hábitat
Os tubarões-bico-fino são encontrados nos oceanos  Atlântico, Pacífico e Índico em águas costeiras e tropicais de quase todos os continentes do mundo, exceto a Europa.